# Єжі (Юр'янський район)
Єжі́ (рос. Ежи) — присілок у складі Юр'янського району Кіровської області, Росія. Входить до складу Верховинського сільського поселення.
Населення становить 7 осіб (2010, 29 у 2002).
Національний склад станом на 2002 рік — росіяни 93 %.